# IKon (groupe sud-coréen)
Pour les articles homonymes, voir iKON.
iKON (hangeul: 아이콘), stylisé iKON, est un boys band sud-coréen, originaire de Séoul. Formé en 2015 par YG Entertainment, le groupe est présenté pour la première fois dans le programme de téléréalité WIN: Who is Next, où ils étaient la Team B. Après ça, la Team B apparait dans le programme Mix and Match, qui déterminera les membres du groupe : B.I, Bobby, Jay, Ju-ne, Song, DK et Chan. B.I quitte néanmoins le groupe en juin 2019.
Selon le PDG de YG Entertainment, Yang Hyun-suk, le nom du groupe dérive de l'intention de devenir une « icône pour la Corée », d'où le K. Le groupe fait ses débuts le 15 septembre 2015, à travers la sortie digitale de leur premier single My Type, issu de leur premier album studio Welcome Back. Leur première performance live télévisée s'est faite le 15 octobre 2015 sur Inkigayo diffusé sur SBS.
À partir de mars 2016, le groupe compte plus de 270 000 albums physiques vendus, et plus de 4,5 millions vendus en version numérique.
Fin décembre 2022, les membres d'iKON choisissent de quitter YG Entertainment à la suite de l'expiration de leurs contrats. Ils signent par la suite avec 143 Entertainment.

## Biographie

### 2009-2011: Origines
Avant la création du groupe, le leader B.I apparait sur la chanson Indian Boy de MC Mong en 2009. Il a chanté avec MC Mong au SBS Dream Concert de 2009, et dans le Yoo Hee-yeol's Sketchbook sur KBS. Le vocaliste du groupe Junhoe fait une apparition avant les débuts du groupe. À 13 ans, on le voit dans l'émission de variété Star King de SBS. Il a également participé à K-pop Star en 2011, aussi diffusé sur SBS.
Le 3 janvier 2011, B.I et Jinhwan rejoignent YG Entertainment en tant que stagiaires, et Bobby fait de même une semaine après eux. Les trois se sont entraînés ensemble durant une année et ont formé les bases que ce qu'allait être la "Team B". Le 18 avril 2012, Ju-ne et Yunhyeong rejoignent la Team B, suivis par Donghyuk qui sera le sixième et dernier membre de la Team B le 5 novembre 2012 (Chanwoo est le dernier rajouté pour créer Ikon à la suite de l'émission Mix and Match).

### 2012-2013:WIN: Who Is Next
En 2013, la Team B alors composée de B.I, Bobby, Jinhwan, Junhoe, Donghyuk et Yunhyeong, participent à l'émission de Mnet, WIN: Who Is Next, entrant en compétition contre d'autres stagiaires formant la "Team A". L'équipe gagnante débutera après la fin du tournage en tant que groupe (soit la team A soit la team B). Le programme a inclus trois rounds de performances et le vote du public. La Team B perd face à la Team A, qui deviendra le groupe Winner. Durant l'émission, les membres sortent deux singles en tant que Team B : Just Another Boy et Climax. Le 9 novembre 2013, les membres de la Team B sont les backdancers dans le vidéoclip de Ringa Linga, une chanson de Taeyang.

### 2014:Show Me the Money 3etMix and Match
En 2014, Bobby et B.I participent à la troisième saison du concours de rap Show Me The Money, en même temps que Mix & Match était tourné,. Les deux émissions ont été diffusées sur Mnet. B.I est éliminé alors qu'il était dans Top 8 lors du 7e épisode, tandis que Bobby remporte la saison. Pendant l'émission, les deux rappeurs ont sorti des morceaux solo qui ont connu un succès dans les classements sud-coréens ; B.I sort sa propre composition Be I, alors que Bobby sort quatre morceaux, L4L (Lookin' For Luv), 연결고리#힙합 (YGGR#hiphop), 가 (GO) et 가드올리고 Bounce (Raise Your Guard and Bounce).
Les 12 et 13 avril 2014, la Team B performe au Japan Tour de YG Family à l'Osaka Kyocera Dome.
En juin 2014, la Team B apparaît dans le programme Mix and Match. Le but de cette émission était de déterminer les membres finaux d'iKon. Il était confirmé dès le début de l'émission que Bobby, B.I et Jinhwan seraient les premiers membres officiels, mais les membres restants de la Team B ont dû entrer en compétition contre trois nouveaux stagiaires: Jung Jin-hyeong, Yang Hong-seok et Jung Chan-woo (déjà reconnu pour ses rôles d'acteur aux côtés de Lee Min Ho),. Il est constaté que 150 000 fans ont postulé pour assister à la performance finale de l'émission, et avant la révélation de la composition finale du groupe, les serveurs du blog de YG Entertainment ont crashé. Le groupe sera finalement composé des trois derniers membres de la Team B, en plus de Chanwoo. 
À la suite du succès du programme, les membres d'iKon tiennent des fan-meetings en Corée, au Japon, et en Chine. En septembre, environ 40 000 fans japonais ont postulé pour seulement 2 000 places à un fan-meeting à l'Osaka Tojima River Forum, tandis que plus de 50 000 fans chinois ont postulé pour le fan-meeting à Beijing. Le programme a été diffusé le 29 décembre 2014 sur la chaîne CS au Japon.
Le 12 août 2014, Winner débute avec le single Empty, composé par B.I et PK, et écrit par B.I, Song Min-ho et Bobby,. Le 18 octobre 2014, B.I et Bobby figurent dans le morceau Born Hater d'Epik High. B.I crée le hook à la demande du membre d'Epik High DJ Tukutz. B.I et Bobby ointerprètent Born Hater aux côtés d'Epik High et Mino de Winner aux Mnet Asian Music Awards 2014 et au SBS Gayo Daejeon. Bobby figure également dans les morceaux Come Here avec Masta Wu et Dok2, et I'm Different de Hi Suhyun, qui ont tous les deux été des succès,. Le 15 décembre 2014, iKon font la première partie lors du Japan Dome Tour 2014-2015 X de Bigbang,. Le 28 janvier 2015, Billboard a listé le groupe dans son « Top 5 des artistes K-pop à regarder en 2015 ». Ils étaient l'unique groupe de la liste à ne pas encore avoir débuté.

### 2015:Welcome Back

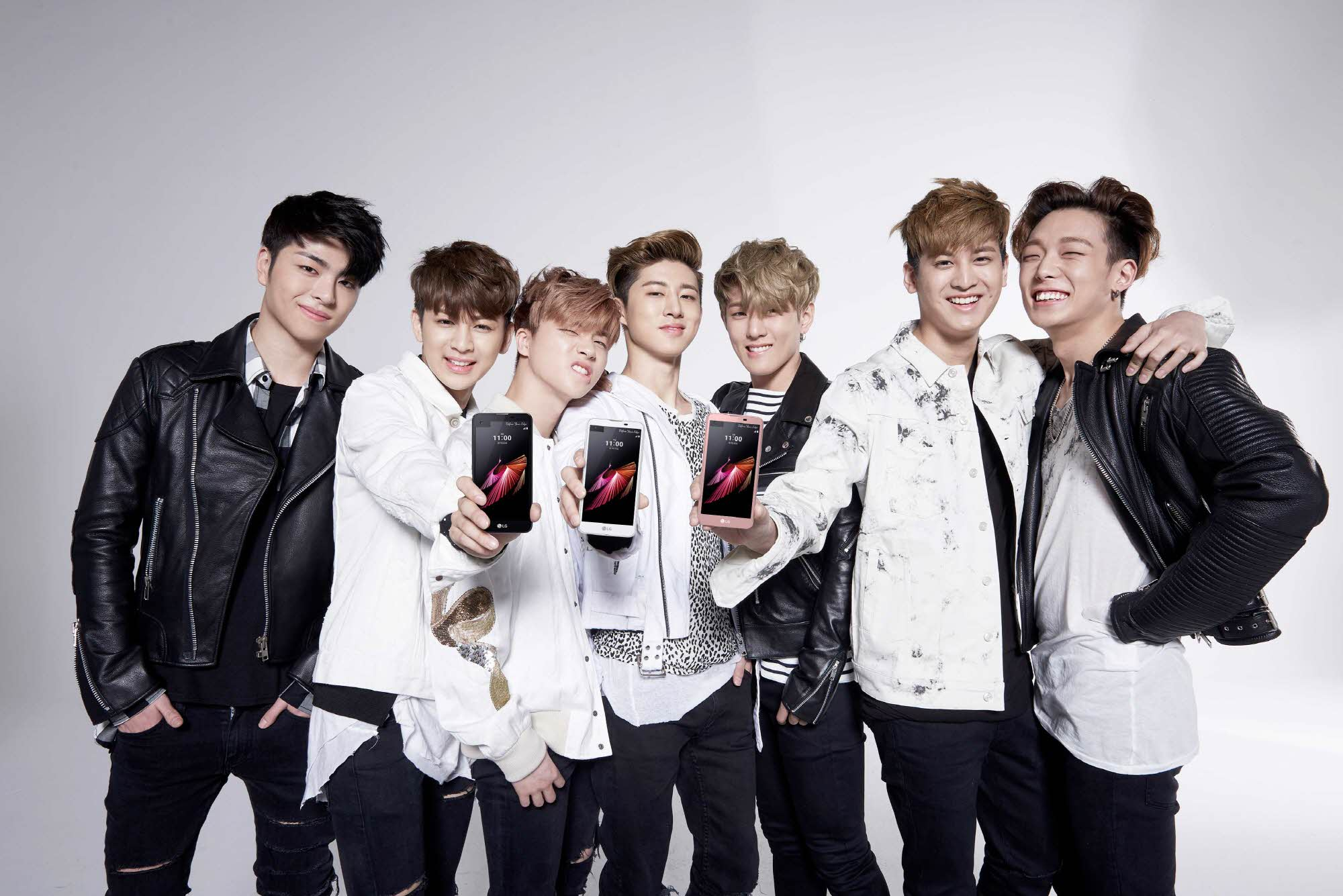
de gauche à droite : Koo Jun-hoe (Ju-ne), Song, Jay, B.I, DK, Jung Chan-woo, Bobby.

Après plusieurs reports, les débuts officiels d'iKon ont été annoncés sur le site de YG Entertainment pour le 15 septembre 2015. Il a été révélé que le groupe sortira son album Welcome Back en deux parties, avec 6 des 12 pistes étant des pistes titre. La première moitié de l'album, Debut Half Album, était prête à sortir le 1er octobre, suivi par le Debut Full Album le 2 novembre. La liste des chansons pour la première moitié de l'album est révélée le 24 septembre. B.I est crédité comme le producteur et le co-compositeur pour toutes les pistes de l'album. B.I et Bobby participent aux paroles de toutes les pistes et Junhoe participe à la composition de la piste titre Rhythm Ta.
iKon débute avec le pré-single My Type, qui est sorti accompagné d'un vidéoclip le 15 septembre 2015. Dans les 24 heures de sa sortie, le vidéoclip de My Type dépasse les 1,7 million de vues sur YouTube. Le groupe a remporté sa première victoire lors d'une émission musicale le 26 septembre 2015 au Music Core, bien qu'ils n'avaient pas encore fait de première apparition live officielle. Le 24 septembre 2015, My Type accomplit une triple crown dans la 39e semaine du Gaon Chart, ce qui signifie que le morceau a atteint la première place des classements digitaux, de téléchargement et de streaming en même temps. Le 18 septembre, le single atteint la première place du classement des vidéoclips sur les sites chinois de streaming de musique QQ Music et Youku. iKon attire l'intérêt, et est recherché 1,3 milliard de fois sur Weibo.
Debut Half Album est sorti au format numérique le 1er octobre. Le groupe tient son premier concert intitulé Showtime le 3 octobre, au Seoul Olympic Gymnastics Arena. 13 000 places ont été vendues, faisant ainsi un sold-out. Il s'agit de la première fois qu'un nouveau groupe de K-pop faisait un concert dans la plus grande salle de Corée. Showtime est diffusé en live via la V App de Naver, et est regardé par plus de 500 000 personnes. Révélé par le biais de V App, le nom du fanclub officiel du groupe est iKonic. Le 4 octobre, un jour après leur premier concert, le groupe fait ses débuts sur les émissions musicales en interprétant Rhythm Ta et Airplane sur le plateau d'Inkigayo, recevant leur troisième victoire pour My Type. Le 8 octobre, ils gagnent au M! Countdown avec Rhythm Ta. Selon le Gaon Music Chart, iKon se classe dans le top des ventes hebdomadaires d'album grâce à la première moitié de Welcome Back du 4 au 10 octobre.
Durant le mois d'octobre, iKon s'est embarqué dans une série de fan-meetings au Japon intitulés iKontact prenant place à Tokyo, Aichi, Fukuoka et Osaka, où 26 600 fans ont assisté. À la fin de ce mois, iKon a reçu un MelOn All-Kill Popularity award et avait vendu 82 208 copies de Debut Half Album - Welcome Back. Le 28 octobre, il est annoncé que la sortie de l'album studio sera repoussée jusqu'au 14 décembre, avec deux singles digitaux supplémentaires sortis le 16 novembre. Les deux singles digitaux, Apology et Anthem, sont sortis le 16 novembre. Apology prend la 1re place du Gaon Digital Chart lors de la 48e semaine de 2015. Le 24 décembre, trois nouveaux singles, Dumb and Dumber, What's Wrong? et I Miss You So Bad sont sortis.

### 2016:Asia Touret débuts solo de Bobby
Le 17 mars 2016, YG Entertainment annonce qu'iKon fera son premier Asia Tour avec des dates à Taiwan, en Chine, à Hong Kong, en Thaïlande, à Singapour, en Malaisie et en Indonésie,. Le 30 mai 2016, le groupe sort le single #WYD (abréviation de What You Doing),. Il est annoncé que le prochain album d'iKon et que le premier single solo officiel de Bobby sortiront en 2016.
Le 1er juillet, YG Entertainment annonce une nouvelle tournée des zéniths japonais avec le iKON Japan Tour 2016, qui sera la deuxième du groupe. On[Qui ?] suppose une tournée dans cinq villes pour un total de 14 concerts, réunissant 150 000 fans. Le 10 août, la sortie du premier single japonais original Dumb and Dumber est annoncé. Le single sortira le 28 septembre avec une version CD+DVD, ainsi qu'une simple version CD.

### Depuis 2017:New Kids Series
Le 11 février 2017, iKON est annoncé pour une tournée japonaise au Kyocera Dome et Seibu Prince Dome, avec 90 000 fans attendus pour l'événement. Le 18 juin, ils ajoutent 22 concerts et huit villes comme annoncé par YGEX, avec 233 000 fans attendus pour l'événement,. Le 2 mars 2017, YG Entertainment confirme qu'iKON  a commencé le tournage de deux vidéos prévues en avril.

### 2021:Kingdom: Legendary War
Le 29 Janvier 2021, iKON est annoncé parmi les participants de la nouvelle émission de télé-crochet de Mnet appelé Kingdom: Legendary War. Ainsi iKON rejoint la compétition face à cinq autres groupes sud-coréen : BTOB, SF9, THE BOYZ, Stray Kids et Ateez.
Kingdom: Legendary War (en) est la version masculine de l'émission Queendom (en) (diffusé en 2019) et la suite de Road to Kingdom (en) (diffusé en 2020). Le premier épisode est diffusé le 1 Avril 2021, et le programme dure pour 10 épisodes diffusé tous les jeudis à 20h (heure de Séoul).

## Membres
| Nom de scène | Nom de scène | Nom de naissance | Nom de naissance | Date de naissance | Nationalité  | Position                                       |
| Romanisé     | Coréen       | Romanisé         | Coréen           | Date de naissance | Nationalité  | Position                                       |
| ------------ | ------------ | ---------------- | ---------------- | ----------------- | ------------ | ---------------------------------------------- |
| Jay          | 제이         | Kim Jin-hwan     | 김진환           | 7 février 1994    | Sud-coréenne | Chanteur, danseur, leader, hyung (le plus âgé) |
| Song         | 송           | Song Yun-hyeong  | 송윤형           | 8 février 1995    | Sud-coréenne | Chanteur, danseur                              |
| Bobby        | 바비         | Kim Ji-won       | 김지원           | 21 décembre 1995  | Sud-coréenne | Rappeur et danseur                             |
| DK           | 디케이       | Kim Dong-hyuk    | 김동혁           | 3 janvier 1997    | Sud-coréenne | Chanteur, danseur                              |
| Ju-ne        | 준회         | Koo Jun-hoe      | 구준회           | 31 mars 1997      | Sud-coréenne | Chanteur, danseur                              |
| Chan         | 찬           | Jung Chan-woo    | 정찬우           | 26 janvier 1998   | Sud-coréenne | Chanteur, danseur, maknae (le plus jeune)      |

| Nom de scène | Nom de scène | Nom de naissance | Nom de naissance | Date de naissance | Nationalité  | Position                                              | Date de départ |
| Romanisé     | Coréen       | Romanisé         | Coréen           | Date de naissance | Nationalité  | Position                                              | Date de départ |
| ------------ | ------------ | ---------------- | ---------------- | ----------------- | ------------ | ----------------------------------------------------- | -------------- |
| B.I          | 비아이       | Kim Hanbin       | 김한빈           | 22 octobre 1996   | Sud-coréenne | Rappeur, auteur-compositeur-parolier, danseur, leader | 12 Juin 2019   |

## Discographie

### Albums studios
- 2015 : Welcome Back
- 2018 : Return

## Tournées

### Tête d'affiche
- iKoncert 2016: Showtime Tour
- iKon 2018: Continue Tour
- iKON World Tour 2023: TAKE OFF

### Concerts groupés
- YG Family – YG Family 2014 World Tour: Power (2014) (en tant que Team B)

### Premières parties
- Big Bang Japan Dome Tour X (2014–2015)